# Ołeksandr Kułyk
Ołeksandr Wasylowycz Kułyk (ukr. Олександр Васильович Кулик; ur. 24 maja 1957, zm. 1 marca 2022) – ukraiński trener kolarstwa.
Ukończył Państwowy Instytut Wychowania Fizycznego Ukrainy w Charkowie. Był trenerem między innymi złotego medalisty olimpijskiego z Seulu – Aleksandra Kiriczenki występującego w barwach ZSRR, a także trenerem Ołeksandra Fedenki.
Zginął podczas rosyjskiej inwazji na Ukrainę w 2022 roku. Kułyk poniósł śmierć w trakcie pomocy w ewakuacji ludności cywilnej w pobliżu miejscowości Sumy. O jego śmierci poinformowała Ukraińska Federacja Kolarska.